# 4. Maj Kollegiet i Horsens
4. Maj Kollegiet i Horsens er et kollegium, der blev indviet 4. maj 1949, som det første af de ni kollegier, der blev opført med støtte fra Frihedsfonden.
Kollegiet er beliggende på adressen Geneesgade 1 og administrationen har adresse i VIA University College
I forhold til de andre kollegier i Horsens, så er 4. Maj Kollegiet et lille kollegium med plads til 38 beboere, som er fælles om alt undtagen deres værelser og køkkenskabe. Derfor lægges der meget stor vægt på frihedskampens kendetegn "Fællesskab, demokrati og frisind".
4. Maj Kollegiet i Horsens optager, som det første 4. Maj kollegium, også unge studerende fra andre lande. Formålet med det er, at give de unge mulighed for at lære at leve og arbejde sammen i et internationalt samfund med frihed for alle – uanset nationalitet og tro. Det sker ud fra den betragtning, at: "Uden frihed for alle, vil der hele tiden være nogen der kæmper en kamp for at opnå frihed" og ud fra troen på at det kun er gennem Fællesskab, demokrati og frisind at kampen for frihed kan vindes.
1. ↑  Steen Olander, Caretaker på 4. Maj Kollegiet i Horsens.